# Кошонин, Сергей Анатольевич
Серге́й Анатольевич Кошо́нин (род. 11 апреля 1958, Ленинград) — советский и российский актёр театра и кино, продюсер; заслуженный артист Российской Федерации (2006).

## Биография
Родился в Ленинграде (ныне — Санкт-Петербург).
В 1975 году поступил в ЛГИТМИК на курс Аркадия Кацмана и Льва Додина. После окончания института 20 лет служил в Молодёжном театре на Фонтанке.
В Молодёжном театре на Фонтанке под руководством Семёна Спивака сыграл более ста ролей, работал с режиссёром Владимиром Малыщицким. Сыграл наиболее значимые роли в спектаклях по произведениям Александра Володина.
C 1995 года занялся продюсированием на телевидении: первым проектом стала цыганская группа «Кабриолет», затем антреприза в творческом объединении «Арт-Питер».
Стал популярен после исполнения роли майора Максима Виригина в телесериале «Убойная сила» и полковника, позже генерал-майора Геннадия Любимова в телесериале «Невский».
В 2010 году в составе делегации российских актёров Георгия Штиля и Евгения Леонова-Гладышева в Ижевск встречался с конструктором стрелкового орудия М. Т. Калашниковым. В результате о конструкторе был снят фильм «Честь имею» (автор и режиссёр Александр Рабинович).
Семья: жена Лолита Кошонина. Сын Иван Сергеевич Кошонин.

## Театральные работы
- «Ах, Невский, всемогущий Невский…»
- «Дорогая Елена Сергеевна»
- «Гроза»
- «Мещанин во дворянстве»
- «На брудершафт»
- «Падшая жена инженера Мамбретти»[5]
- «Сто братьев Бестужевых»
- «Танго»
- «Трёхгрошовая опера»

## Фильмография
- 1975 — Дневник директора школы — Игорь Кольцов
- 1980 — Последний побег — жених Сони
- 1982 — Следы остаются — Мартынов (эпизод)
- 1984 — Жил-был доктор... — Сергей Шумилин, молодой врач
- 1984 — Макар-следопыт — красноармеец Васильев
- 1986 — Звездочёт — журналист
- 1988 — Полёт птицы — Боря
- 1989 — Интердевочка — таксист
- 2001 — Тёмная ночь
- 2003 — Русские страшилки — Мэр
- 2005 — Нелегал
- 2007 — Закон зайца — подполковник Марьянов Эдуард Иванович, замначальника убойного отдела ГУВД
- 2007 — Казнить нельзя помиловать — Ратиков
- 2007 — Платки — Альберт
- 2008 — Куклы колдуна — Андрей Григорьевич Самарцев, бизнесмен
- 2008 — Только вперёд — генерал Сергей Прохоров
- 2010 — Не скажу — продюсер фильма
- 2012 — Бендер, кровь. Фильм первый — Следователь Покровский
- 2012 — Испытание верностью
- 2012 — Механик — генерал
- 2012 — Хмуров — Тимофей Кириллович Корнеев
- 2013 — Жена офицера — Сергей Викторович Гусев
- 2013 — Морские дьяволы. Смерч. Судьбы — Антон Маховски'
- 2014 — Шаманка — Илья Аркадьевич Долгов
- 2015 — Рождённая звездой — Мыльников
- 2015 — Такая работа — Губанов
- 2015 — Чума — Александр Александрович Лопарев
- 2016 — Перчатка Авроры — Иван Петрович Синицын
- 2017 — Кроткая — криминальный авторитет

## Телесериалы
- 1986 — Звездочёт — журналист
- 1998 — Улицы разбитых фонарей 2 — Пётр Канарский, криминальный авторитет (серия «Аварийная защита»)
- 2000 — Агент национальной безопасности 2 — Константин Евгеньевич Костров, журналист (серия «Смертник»)
- 2000 — Охота на Золушку — Альберт
- 2001 — Ключи от смерти — Харин
- 2001 — Убойная сила-2 — Максим Павлович Виригин, майор милиции
- 2001 — Убойная сила-3 — Максим Павлович Виригин, майор милиции
- 2002 — Спецотдел — Илья Репников
- 2002 — Убойная сила-4 — Максим Павлович Виригин, майор милиции
- 2003 — Женский роман — Виктор Семёнович
- 2003 — Мангуст — Крамер
- 2003 — Три цвета любви — Мищенко
- 2003 — Убойная сила-5 — Максим Павлович Виригин, майор милиции
- 2005 — Атаман — представитель прокуратуры
- 2005 — Бандитский Петербург. Фильм 7. Передел — Степан Бирюлёв
- 2005 — Брежнев
- 2005 — Морские дьяволы — генерал Барщевский
- 2005 — Пари — Сергей Анатольевич
- 2005 — Счастливый — шеф редакции
- 2005 — Убойная сила-6 — Максим Павлович Виригин, майор, начальник 2 отдела УУР
- 2007 — Свой-чужой — актёр Сережа (фактически камео)
- 2007 — Братья — Казанцев
- 2007 — Литейный, 4 — Баринов
- 2007 — Опера. Хроники убойного отдела — 3 — Барсуков
- 2007—2008 — Оперативная разработка — Василий Степанович
- 2008 — А. Д. — незнакомец
- 2008 — Вызов — 3 — мэр Ивашов
- 2008 — Гаишники — Фёдор Никитич Гунов, советник Балакирева по специальным вопросам, бывший командир Петра Колоскова в Чечне
- 2009 — Брачный контракт — Станислав Николаевич
- 2009 — Город счастья — Вадим
- 2010 — Военная разведка. Западный фронт — генерал Алексей Дробот
- 2010 — Прощай, «макаров»! — Михаил Ромов, каперанг (15-я серия «Мститель»)
- 2011 — Военная разведка. Первый удар — генерал Алексей Дробот
- 2011 — Защита свидетелей — Бодрунов
- 2011 — Страховщики — Ананьев
- 2011 — Ярость — Самойлов
- 2012 — ППС — Рогозин
- 2012 — Улицы разбитых фонарей — 12 — Лобачев (серия «Дурачок»)
- 2013 — Шеф-2 — Дмитрий Дмитриевич Холодилов, генерал-лейтенант полиции, заместитель начальника ГУ МВД России по Санкт-Петербургу и Ленинградской области
- 2013 — Апофегей — Кутепов
- 2013 — Одессит — Николай Иванович Тарасов, подполковник, начальник Василеостровского РУВД
- 2013—2014 — Береговая охрана — 2 — Дмитрий Константинович Зубов
- 2013—2014 — Чужой — Арсений Русланович Акулин («Акула»), депутат Госдумы, криминальный бизнесмен
- 2014 — Невский — Геннадий Петрович Любимов, полковник полиции, начальник УМВД России по Центральному району
- 2014—2015 — Белая стрела. Возмездие — Мирощук
- 2016 — Мажор 2 — Эдуард Фёдорович, врач
- 2017 — Чужое лицо — Олег Романович Бабаев, владелец сети ювелирных магазинов «Золотой шатёр»
- 2017 — Невский. Проверка на прочность — Геннадий Петрович Любимов, генерал-майор полиции, заместитель начальника ГУ МВД России по Санкт-Петербургу и Ленинградской области/начальник ГУ МВД России по Санкт-Петербургу и Ленинградской области
- 2018 — Мельник — Виктор Сергеевич Березин («Березай»), криминальный авторитет
- 2018 — Невский. Чужой среди чужих — Геннадий Петрович Любимов, генерал-майор полиции, начальник ГУ МВД России по Санкт-Петербургу и Ленинградской области
- 2019 — Условный мент — Александр Сергеевич Данилов
- 2019 — Лихач — Виктор Михайлович Вадимов
- 2019 — Канцелярская крыса — Григорий Петрович Бачурин, мэр Портового
- 2019 — Проспект Обороны — Сергеич, криминальный бизнесмен
- 2019 — Невский. Тень Архитектора — Геннадий Петрович Любимов, генерал-майор полиции, начальник ГУ МВД России по Санкт-Петербургу и Ленинградской области
- 2021 — Невский. Охота на Архитектора — Геннадий Петрович Любимов, генерал-майор полиции в отставке, пенсионер
- 2022 — Алекс Лютый. Дело Шульца — Неверов, зампред спорткомитета
- 2023 — Невский. Расплата за справедливость — Геннадий Петрович Любимов, генерал-майор полиции в отставке, пенсионер/кандидат в депутаты государственной думы
- 2024 — Невский. Близкий враг — Геннадий Петрович Любимов, генерал-майор полиции в отставке, пенсионер

## Награды и звания
- 2006 — заслуженный артист Российской Федерации — за большие заслуги в области искусства[6]